# Estádio Germano Kruger
Estádio Germano Kruger – stadion piłkarski, w Ponta Grossa, Paraná, Brazylia, na którym swoje mecze rozgrywają kluby Operário Ferroviário Esporte Clube i Esporte Clube São Luiz.